# 腾讯音乐榜
腾讯音乐榜，包含由你榜和浪潮榜，是分别针对流行度和专业度建立的榜单。此外还有与中国青年报联合创立的华语音乐青春榜。

## 由你榜
由你榜全名腾讯音乐由你榜，原名由你音乐榜，是腾讯音乐娱乐集团对几大音乐平台及全国市级以上电台数据采集而整合出来的一份歌曲榜单。其英文版本也在Billboard公告牌全球官网公布。
由你音乐榜诞生于2018年9月，腾讯音乐娱乐集团在旗下QQ音乐、酷狗音乐、酷我音乐、全民K歌四个音乐平台，搜集用户的播放、收藏、下载、分享、K歌、点赞、付费等音乐行为整合出来的一份榜单。对于歌曲排名的评定，分为播放指数、喜好度、传播指数、付费指数、人气指数五个维度，最后的得分由这五个维度按照一定的比例综合而成。 每首歌曲有六周的打榜周期，六周以后自动下榜。
从2019年开始每年会发布《华语数字音乐年度报告》，有时会有年中盘点、季度报告、月份报告，或30 under 30特辑。2022年1月，数据来源扩充为QQ音乐、酷狗音乐、酷我音乐、全民K歌、腾讯视频、微博音乐六个平台，并加入了全国市级以上电台的歌曲播放次数。取消歌曲最多上榜六周的限制，改为动态上下榜机制。2022年11月，数据来源增加了波点音乐，但是拿掉了关于榜单规则的具体描述。
2023年1月，数据来源增加了微信视频号和JOOX，由七个拓展至了九个，通过JOOX连接了东南亚、南非等地，并更新了榜单规则。此后，腾讯音乐由你榜的英文版本，正式登陆Billboard公告牌全球官网。

### 由你榜大事记
- 2018年9月24日，第一期冠军歌曲《倒数》（邓紫棋）。
- 2018年12月10日，第一首七连冠歌曲《夢不落雨林》（张艺兴）。
- 2019年9月23日，第一首得分99+歌曲《说好不哭》（周杰伦with五月天阿信）。
- 2021年9月27日，第一位05后夺冠歌手刘耀文。
- 2022年11月14日，第一首九连冠歌曲《花开忘忧》（周深）。

### 由你榜纪录保持者
- 夺冠次数、夺冠歌曲数最多歌手：周深
- 最年轻夺冠歌手：张峻豪[19]
- 单曲最高分、传播度最高分歌曲：《说好不哭》（周杰伦 ft. 五月天阿信）
- 播放热度最高分、喜好度最高分歌曲：《白月光与朱砂痣》（大籽）
- 畅销度最高分歌曲：《最伟大的作品》（周杰伦）
- 推荐度最高分歌曲：《Hug me》（蔡徐坤）
- 在榜最久单曲：《花开忘忧》（周深）
- 夺冠次数最多歌曲、连冠次数最多歌曲：《小美满》（周深）

## 浪潮榜
浪潮榜全名腾讯音乐浪潮榜，是腾讯音乐娱乐集团在2020年11月发起的华语音乐月度排行榜。由百名华语乐坛专业人士组建浪潮联合委员会，对当月发布的华语音乐作品进行专业视角的筛选、提名、评审，每月选出20首优质单曲。浪潮榜旨在引领行业潮流，树立华语音乐品质标杆，并挖掘更多优质华语音乐作品及音乐人。榜单以中国为主要发行地区的当月华语艺人或华语全新单曲为评选对象，参选作品不受平台版权影响。除了每月的榜单，还会有年度盘点。
榜单评选过程分为三个环节: 
1. 每月1日-次月7日：浪潮联合委员会推荐官对当月发布歌曲进行提名与投票，选出20首入围歌曲
2. 次月8日-次月15日：浪潮联合委员会推荐官对20首入围歌曲进行品鉴与综合评分，得出每月Top 20歌曲
3. 次月20日：浪潮榜揭榜上月Top 20华语歌曲

### 浪潮榜冠军单曲
| 年份   | 月份 | 单曲                 | 艺人               |
| ------ | ---- | -------------------- | ------------------ |
| 2020年 | 11月 | 是但求其爱           | 陈奕迅             |
| 2020年 | 12月 | 小娟 (化名)          | 谭维维             |
| 2021年 | 1月  | 余额                 | 孙燕姿             |
| 2021年 | 2月  | HAVE A NICE DAY      | 魏如萱             |
| 2021年 | 3月  | 因一个人而流出一滴泪 | 莫文蔚             |
| 2021年 | 4月  | _5:15                | 郭顶               |
| 2021年 | 5月  | 这世界那么多人       | 莫文蔚             |
| 2021年 | 6月  | 初恋                 | 莫文蔚             |
| 2021年 | 7月  | 出走                 | 蔡健雅             |
| 2021年 | 8月  | 不期而遇的夏天       | 陈奕迅             |
| 2021年 | 9月  | 世界上不存在的歌     | 陈奕迅             |
| 2021年 | 10月 | 蝴蝶                 | 袁娅维             |
| 2021年 | 11月 | 孤勇者               | 陈奕迅             |
| 2021年 | 12月 | 世界终结前一天       | 孙燕姿             |
| 2022年 | 1月  | 另一种答案           | 单依纯             |
| 2022年 | 2月  | 现在是什么时辰了     | 田馥甄             |
| 2022年 | 3月  | 脱胎换骨             | 李荣浩             |
| 2022年 | 4月  | 聊聊天               | A-Lin              |
| 2022年 | 5月  | 但求疼               | 谭维维             |
| 2022年 | 6月  | 多亏你啊             | 戴佩妮             |
| 2022年 | 7月  | 最伟大的作品         | 周杰伦             |
| 2022年 | 8月  | 也许我可以无视死亡   | 汪峰               |
| 2022年 | 9月  | 归途有风             | 王菲               |
| 2022年 | 10月 | 月                   | 郁可唯             |
| 2022年 | 11月 | 人啊人               | 陈奕迅             |
| 2022年 | 12月 | 初光                 | 刘宪华/JVKE        |
| 2023年 | 1月  | 是妈妈是女儿         | 黄绮珊/希林娜依·高 |
| 2023年 | 2月  | 又十年               | 张学友             |
| 2023年 | 3月  | 最爱是谁             | 张国荣             |
| 2023年 | 4月  | 愿与愁               | 林俊杰             |
| 2023年 | 5月  | 白日梦               | 草东没有派对       |
| 2023年 | 6月  | 爱河人间             | 罗大佑             |
| 2023年 | 7月  | 罗刹海市             | 刀郎               |
| 2023年 | 8月  | 麻烦删掉狮子座       | 裘德               |
| 2023年 | 9月  | Special One          | AGA/陈奕迅         |
| 2023年 | 10月 | 空城记               | 陈奕迅             |
| 2023年 | 11月 | 如河                 | 袁娅维             |
| 2023年 | 12月 | 生命的源头           | 卢冠廷/李宗盛      |
| 2024年 | 1月  | 星心                 | 陶喆               |
| 2024年 | 2月  | 被我弄丢的你         | 莫文蔚             |
| 2024年 | 3月  | 瘦子                 | 丁世光             |
| 2024年 | 4月  | 善良的我们           | 蔡健雅             |
| 2024年 | 5月  | 向天空招手的人       | 汪峰               |
| 2024年 | 6月  | 一身焰火去罗马       | 莫文蔚/The Masters |
| 2024年 | 7月  | 纯妹妹               | 单依纯             |
| 2024年 | 8月  | 空中飞人             | 窦靖童             |
| 2024年 | 9月  | 一半一半             | GAI                |
| 2024年 | 10月 | Over and Again       | Karencici          |
| 2024年 | 11月 | 双生火焰             | 戴佩妮             |
| 2024年 | 12月 | 还有什么更好的       | 单依纯             |

### 浪潮榜年终榜单
| 年份   | 单曲           | 艺人   | 附注   |
| ------ | -------------- | ------ | ------ |
| 2021年 | 这世界那么多人 | 莫文蔚 | [ 25 ] |
| 2022年 | 最伟大的作品   | 周杰伦 | [ 26 ] |
| 2023年 | 最爱是谁       | 张国荣 | [ 27 ] |
| 2024年 | 纯妹妹         | 单依纯 | [ 28 ] |

## 其他榜单
- 综合由你榜和浪潮榜的成绩，还会有"30 under 30"青年榜单，以及年中盘点[29][30]。
- 青春榜全名华语音乐青春榜，是一个反映青年用户喜好的月度榜单，由中国青年报·中青在线与腾讯音乐娱乐集团联合创立，于2023年1月公布首期榜单[31][32]。